# الرامي (فلم 2021)
الرامي (بالإنجليزية: The Marksman) فيلم أكشن إثارة أمريكي من إخراج روبرت لورينز. تتبع الفيلم مزارعًا من المارينز سابقًا (ليام نيسون) يعيش في بلدة حدودية في ولاية أريزونا ويجب عليه مساعدة صبي صغير (جاكوب بيريز) على الهروب من عصابة مخدرات مكسيكية. تلعب دور البطولة كاثرين وينيك وخوان بابلو رابا وتيريزا رويز. يُعرض الفيلم في دور العرض في الولايات المتحدة في 15 يناير 2021.

## طاقم التمثيل
- ليام نيسون: في دور جيم هانسون
- كاثرين وينيك: في دور سارة بنينجتون
- خوان بابلو رابا: في دور موريكو
- تيريزا رويز: في دور روزا
- جاكوب بيريز: في دور ميغيل
- ديلان كينين: في دور راندال برينان
- لوس راينز: في دور إيفريت كروفورد
- جرايسون بيري: في دور موظف جمارك
- ليليا سيمينجتون: في دور تينا
- لوس راينز: في دور إيفريت كروفورد
- تشيس مولينز: في دور مارك
- أليكس نايت: في دور كارل نيهام
- إيسودي جيجر: في دور ضابط
- فيك براودر: في دور ضابط دورية الطرق السريعة
- جونزالو روبلز: في دور سفاح لاتيني[3]

## أحداث الفيلم
يعيش المتقاعد من مشاة البحرية الأمريكية جيم هانسون على طول الحدود بين أريزونا والمكسيك، حيث أبلغ عن محاولات عبور غير شرعية. في أحد الأيام أثناء قيامه بدورية، يقابل روزا وابنها ميغيل، المواطنين المكسيكيين الهاربين من الكارتل. بعد تبادل لإطلاق النار مع العديد من أعضاء الكارتل بقيادة موريكو، تقُتل روزا ويوافق هانسون على مضض على اصطحاب ميغيل إلى عائلته في شيكاغو.
بعد أن يستخدم هانسون بطاقته الائتمانية لإصلاح شاحنته، يكتشف موريكو موقع هانسون ويلحق به. يفر هانسون بعد أن كاد ضابط شرطة فاسد ان يُقبض عليه ويسلمه إلى موريكو، يواصل هانسون وميغيل طريقهما شمالًا، وعلى الرغم من افتقار هانسون للإيمان الشخصي، إلا أنهم يتوقفوا عند الكنيسة حتى يتمكن ميغيل من توديع والدته روزا بشكل مناسب.
يلحق موريكو ورجاله بهانسون وتندلع معركة بالأسلحة النارية في مزرعة. يتمكن هانسون من قتل ثلاثة من أعضاء الكارتل، لكن موريكو يلقى القبض على الصبي ميغيل. تحدث مناوشة، ويطُعن فيها هانسون، ولكنه يتمكن من السيطرة على موريكو. يغادر هانسون ويترك موريكو ولديه رصاصة واحدة في بندقيته مع خيار الانتحار أو العودة إلى الوطن إلى المكسيك؛ يغادر هانسون وميغيل المزرعة عندما يسمعون صوت طلق ناري.
يصل هانسون والصبي في النهاية إلى عائلة ميغيل في شيكاغو، ويصعد هانسون إلى حافلة المدينة ويغلق عينيه.

## استقبال الفيلم
منح موقع الطماطم الفاسدة الفيلم تقييم مقداره 33% بناء على آراء 24 ناقد فني، ومنح موقع ميتاكريتيك الفيلم تقييم مقداره 44% بناء على آراء 10 نقاد.

## روابط خارجية
- مقالات تستعمل روابط فنية بلا صلة مع ويكي بيانات